# Воздушная завеса
Воздушная завеса (тепловая завеса, воздушно-тепловая завеса) — машиностроительное изделие, используемое для снижения воздействия контакта наружной атмосферы через открытый проем здания с внутренним пространством. Под воздействием контакта понимают:  
- втекание через проем в отапливаемое помещение холодного наружного воздуха, а также вытекание нагретого внутреннего воздуха;
- втекание теплого наружного воздуха в кондиционируемые помещения, холодильные и морозильные камеры, а также вытекание из них охлажденного внутреннего воздуха;
- проникновение снаружи летающих насекомых, пыли и мусора.

## Описание

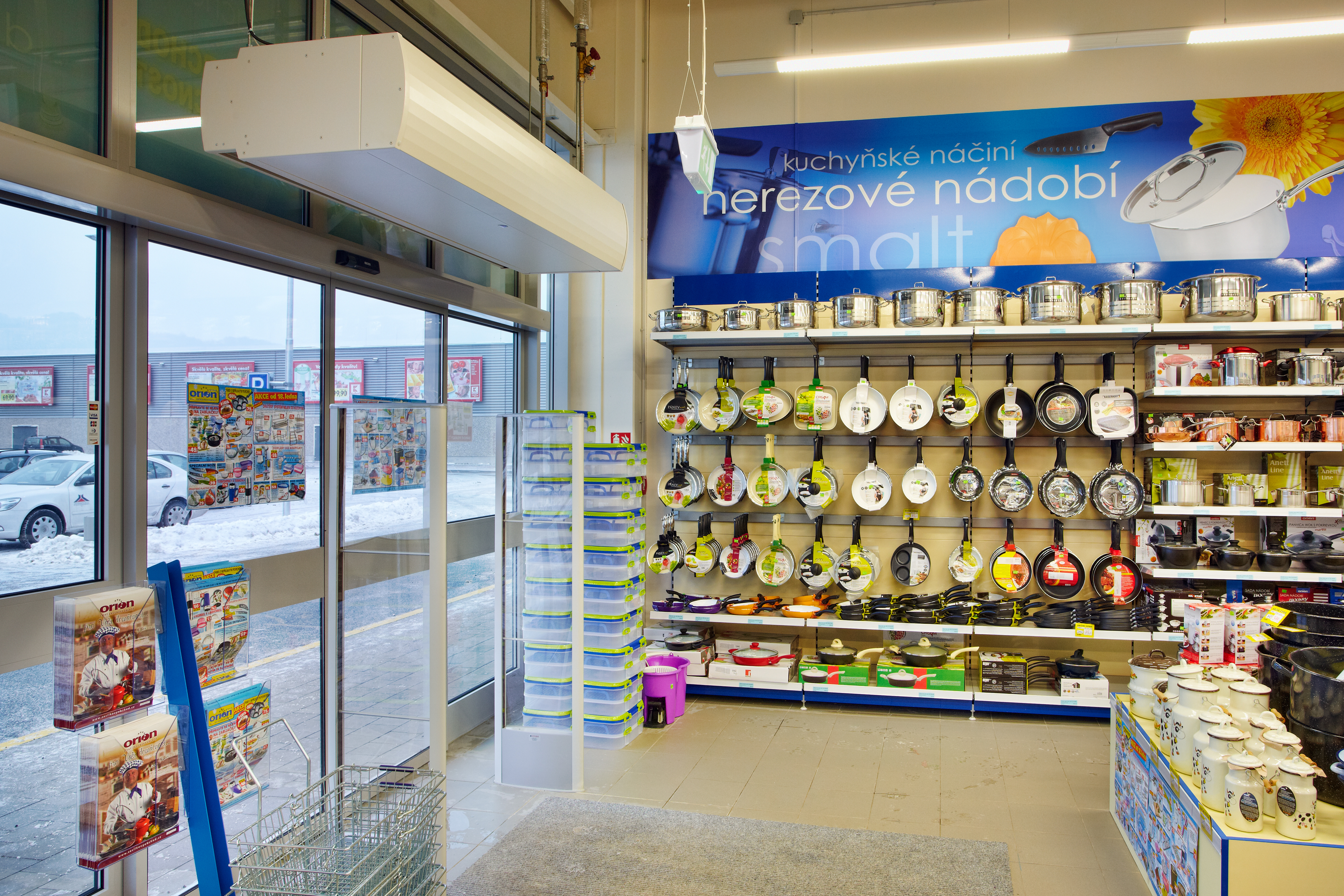
Промышленная воздушная завеса, большой мощности, расположена над дверями в магазин

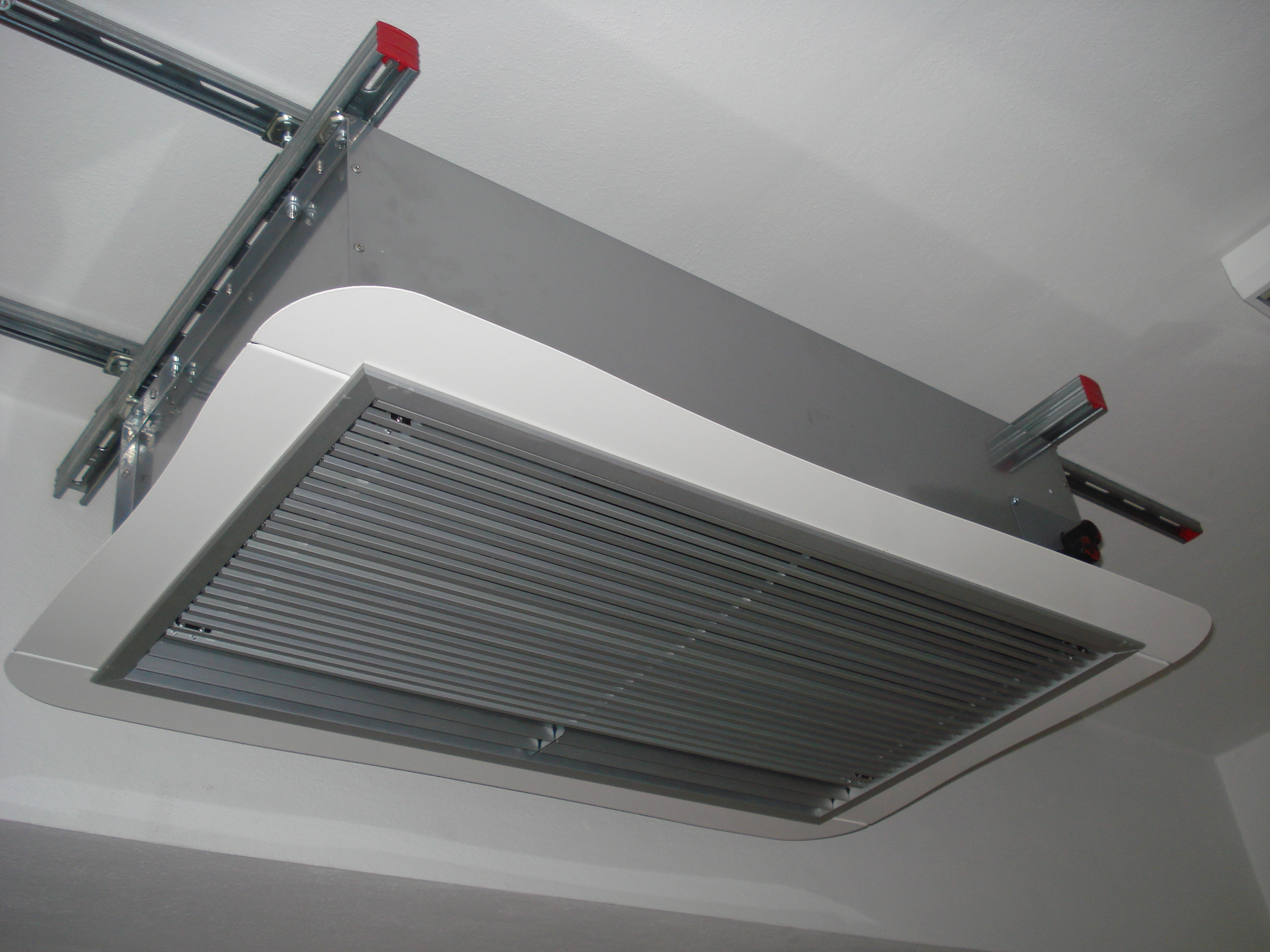
Воздушно-тепловая завеса скрытого монтажа

Конструкция представляет собой вентилятор, как правило, тангенциальный, и электрический нагреватель, керамический или спиральный, либо радиатор, через который циркулирует горячая вода из теплового пункта, либо автоматического источника тепла (высокоавтоматизированная компактная котельная, как правило работающая на природном газе). Тепловая завеса подаёт горячий воздух либо сверху проёма (например, двери), либо сбоку, во втором случае воздушные завесы как правило устанавливаются по одной с каждой стороны.

## Классификация завес
Завесы могут быть с электрическим, водяным, паровым, газовым нагревом, а также без нагрева.
По монтажу:
- завесы вертикального монтажа (на стену или силовую раму);
- завесы горизонтального монтажа (на стену или подвешиваемые на монтажных шпильках к потолку);
- завесы колонного монтажа (устанавливаемые на пол);
- завесы скрытого монтажа (встраиваемые в / за фальшпотолок).

По типу нагрева:

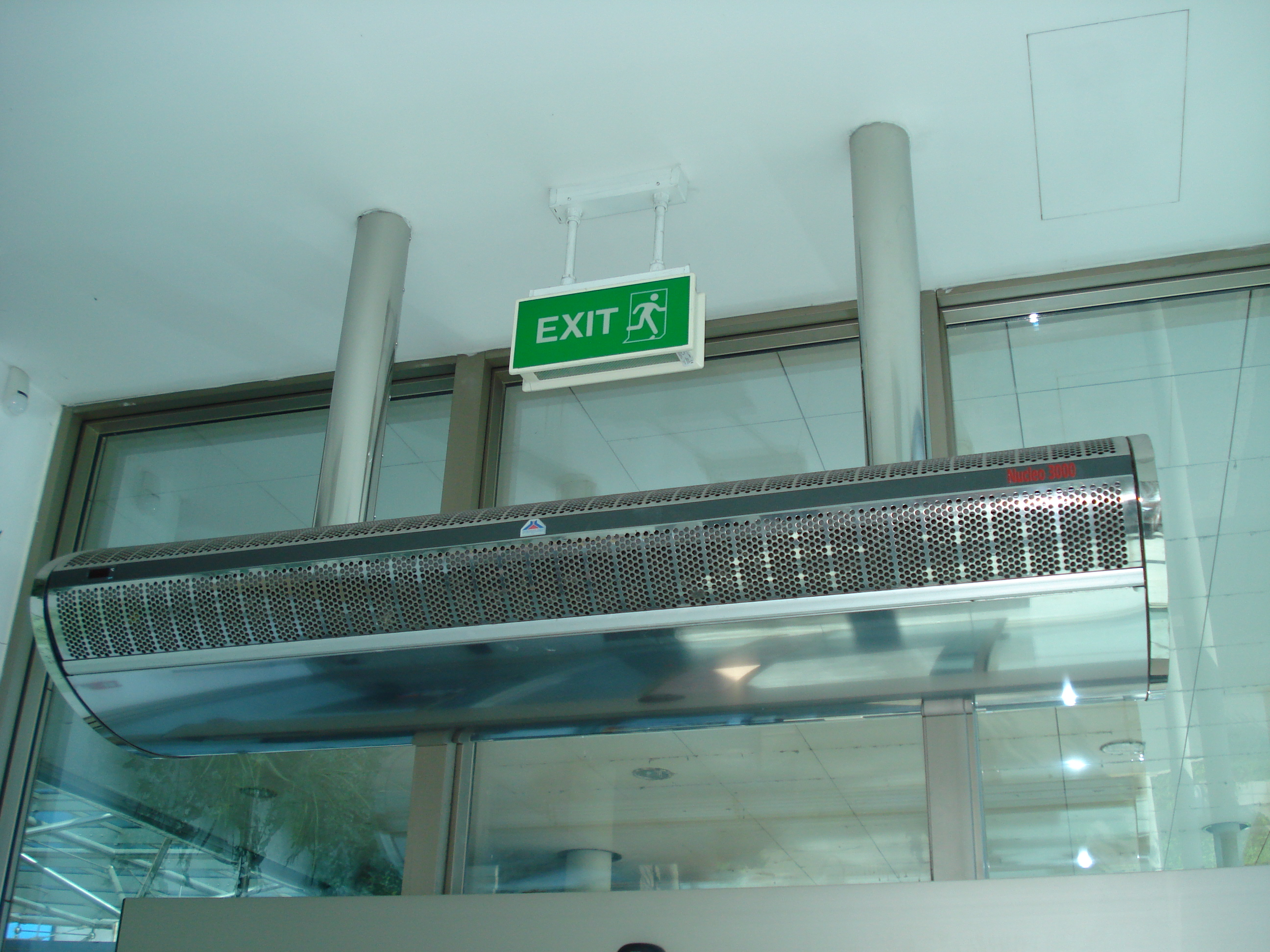
Дизайнерская воздушная завеса, горизонтального монтажа

- завесы с нагревом (завесы с нагревом принято называть воздушно-тепловыми или же тепловыми завесами, так как экранирование дверного проема осуществляется подогретым воздухом);
- завесы без нагрева (завесы без нагрева принято называть воздушными завесами, так как экранирование проема осуществляется потоком воздуха с температурой помещения("холодным потоком")).

По типу корпуса:
- завесы моноблочные (все элементы находятся в одном корпусе, изделие собирается изготовителем);
- завесы наборные или бескорпусные (состоят из нескольких отдельных элементов (вентилятор, нагреватель, соединяющий канал, сопло), которые соединяются на месте установки).

## Конструкция
В конструкцию тепловой завесы входят:
- электронагреватель или водяной нагреватель, а также большие промышленные тепловые завесы могут оснащаться паровым или газовым нагревателем (в случае если завеса с нагревом, в завесе без нагрева отсутствует какого рода нагреватель);
- вентиляторы;
- воздушный фильтр (используется обычно только в наборных или бескорпусных завесах).

## Особенности подбора (выбора) и эксплуатации
Очень важно правильно выбрать тип (мощности) воздушной завесы. Необходимо учитывать различные факторы: архитектурные особенности здания, сбалансированность вентиляции, расположение дверных проемов. В зависимости от этих факторов, для проемов одинаковой высоты могут потребоваться завесы различной мощности.
Завесы устанавливаются только с теплой стороны. В случае, если завеса разделяет два смежных помещения, сторона установки может варьироваться в зависимости от типа помещения и применения. Для обеспечения максимальной эффективности воздушной завесы, её необходимо монтировать как можно ближе к плоскости дверного проема. Также очень важно, чтобы завеса перекрывала дверной проем полностью.
Важные моменты: при установке воздушных завес пониженное давление внутри помещения может значительно ухудшить работу завесы. Поэтому прежде чем устанавливать завесу, необходимо сбалансировать вентиляцию или постараться свести дисбаланс к минимуму.

## Новшества и разработки

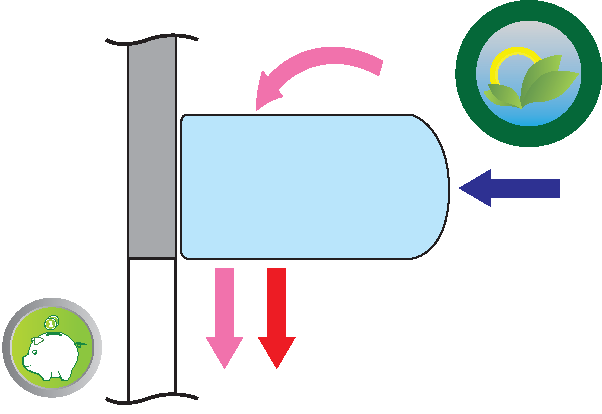
Принцип работы 2-х поточной воздушной завесы

В последние время большинство производителей воздушных завес прорабатывают различные технологии для привлечения клиентов. Так как конкуренция на рынке достаточно велика, многие производители работают над дизайном, энергопотреблением, энергосбережением, уникальностью, патентами.

### Двухпоточные воздушные завесы

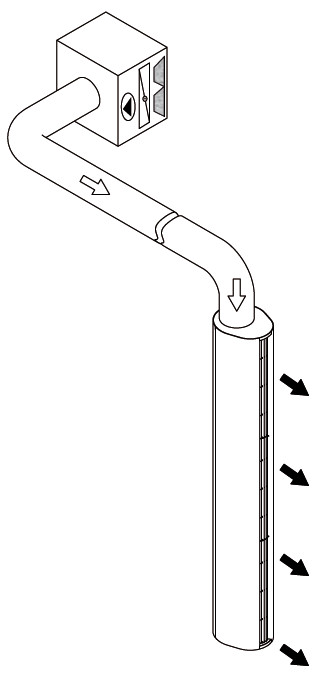
Конструкция воздушной завесы с выносным вентиляционным блоком

Под двумя потоками подразумевается использование нагретого воздуха для экранирования со стороны помещения и воздуха комнатной температуры для экранирования ближе к дверному проему.  В результате чего идет предварительное экранирование и частичное смешивание холодного наружного воздуха (в зимний период) с воздухом комнатной температуры, а далее часть воздуха которая все-таки проникла после 1-го потока, экранируется нагретым воздухом, в результате чего достигается более эффективное экранирование при меньших затратах теплоты на нагрев поступающего воздуха. При этом примерно 50% общего расхода воздушной завесы идет на 1-й поток и столько же на 2-й. В таких завесах обычно используются 2-а вентилятора, что в свою очередь приводит к увеличению затрачиваемой электрической мощности (и в свою очередь к удорожанию), но к уменьшению потребляемой тепловой мощности. Этот эффект 2-х поток позволяет добиваться экономии 1/3 теплоты нагрева по сравнению со стандартной линейкой завес.

### Бескорпусные завесы
Под бескорпусными завесами подразумевается использование раздельных элементов, а именно: отдельно корпуса раздачи воздуха и отдельно напорного вентиляционного блока с нагревателем. Такая схема часто применяется для запыленных, загрязненных помещений (лакокрасочные цеха и т.д.), в помещениях с повышенным классом защиты к оборудованию, для помещений с повышенным требованиями к пожаробезопасности либо же взрывобезопасности, а также где по техническим причинам нет возможности разместить полноценную воздушную завесу непосредственно в помещении и т.д.
Под отдельным корпусом подразумевается сам каркас воздушной завесы (без нагревателя, может также быть как с вентилятором так и без). Что же касается напорного вентиляционного блока, то он в свою очередь состоит из:
- Вентилятор (обычно центробежный);  

- Нагреватель (ТЭНы, водяной или же паровой);  

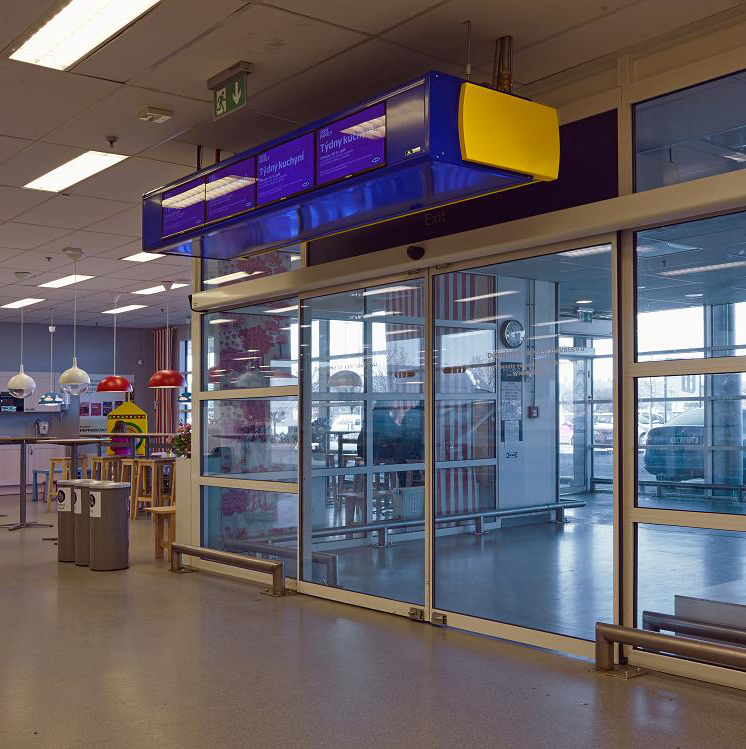
Воздушная завеса с TFT дисплеями на передней панели

- Фильтр для блока с водяным нагревателем.  
Корпус завесы и вентиляционный блок соединяются между собой воздуховодом, поэтому для такого применения чаще всего рассматривается именно центробежный вентилятор, т.к. он может обеспечить требуемый напор и расход воздуха.